# Sport Vereniging Botopasi
Sport Vereniging Botopasi é um clube de futebol surinamês sediado em Paramaribo no Suriname.
Disputa o Campeonato Surinamês de Futebol.